# Kalama

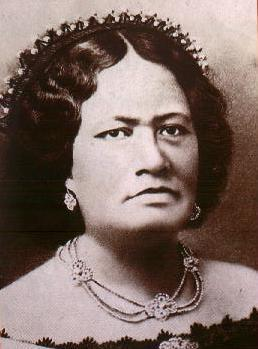
Kalama

Kalama, född 1817, död 1870, drottning av Hawaii 1837-54, gift med kung Kamehameha III. 
Dotter till Naihekukui, en småhövding och kommendör för flottan. Kamehameha var menad att gifta sig med sin syster enligt traditionen, men de kristna missionärerna motsatte sig detta, och han blev sedan förälskad i Kalama och gifte sig med henne strax efter sin systers död 1837. 
Hon beskrivs som en skönhet. Hon fick två söner men ryktas enligt legenden ha dödat dem. Hon adopterade Kamehameha IV, en flicka och makens utomäktenskapliga son. Under Kamehameha V:s regeringstid tog hon emot prins Alfred av Storbritannien.  